# Roadhouse Grill
Roadhouse Grill S.p.A. est une chaîne italienne de restaurants-grills à viande haut de gamme implantée en Italie et dans plusieurs autres pays. La société a été créée en 2001 par le groupe italien Cremonini SpA.

## Histoire

### Origine
En octobre 1992, à Fort Lauderdale, en Floride, John Y. Brown Jr. et John D. Toole III s'associent pour créer une ferme pour produire de la viande de bœuf. Peu après, ils décident d'ouvrir un restaurant où ils serviraient des grillades de viande de leur production. Ils l'appellent Roadhouse Grill et, en quelques années, la marque devient une chaîne de restaurants implantés dans de nombreuses villes des États-Unis,. En fin d'année 2000, elle comptait 77 restaurants aux États-Unis répartis en Floride, Géorgie, Caroline du Nord, Mississippi, Louisiane, Arkansas, Alabama, Tennessee, New York et Ohio, plus 6 établissements franchisés à Las Vegas, Kuala Lumpur et Brasilia.
Le 28 septembre 2000, la société américaine Roadhouse Grill Inc. crée Roadhouse Grill Europe BV, une J-V avec le groupe italien Cremonini SpA pour développer la chaîne de restaurants "Roadhouse Grill" en Europe. Roadhouse Grill Inc. détient 1,5% des parts et Creminini SpA 98,5%. Le groupe italien oriente d'abord l'implantation de la marque sur Italie, grâce à Montana, marque historique de production de viande en Italie, avec l'objectif de créer 60 nouveaux restaurants dans tous les pays européens mais principalement en France, Pays-Bas, Allemagne, Espagne et Royaume-Uni. En fin d'année 2001, 7 restaurants Roadhouse Grill sont opérationnels en Europe dont 5 en Italie.
Dans les autres pays européens, l'implantation de Roadhouse Grill ne rencontre pas le succès espéré, surtout après le krach boursier de 2001-2002. En 2007, la maison mère américaine Roadhouse Grill dépose une demande de déclaration de faillite et le 12 mai 2008, elle doit se résoudre à fermer les 20 derniers restaurants restés de sa propriété. Beaucoup, en franchise, ont décidé de devenir indépendants.
En 2009, trois anciens employés de Tonawanda, dans l'État de New York, près de Buffalo, rachètent leur restaurant et le renomment Buffalo Roadhouse Grill, proposant des plats similaires ainsi que des spécialités locales telles que le bœuf au weck et les ailes de Buffalo mais l'aventure se termine le 30 décembre 2020 avec sa fermeture définitive.

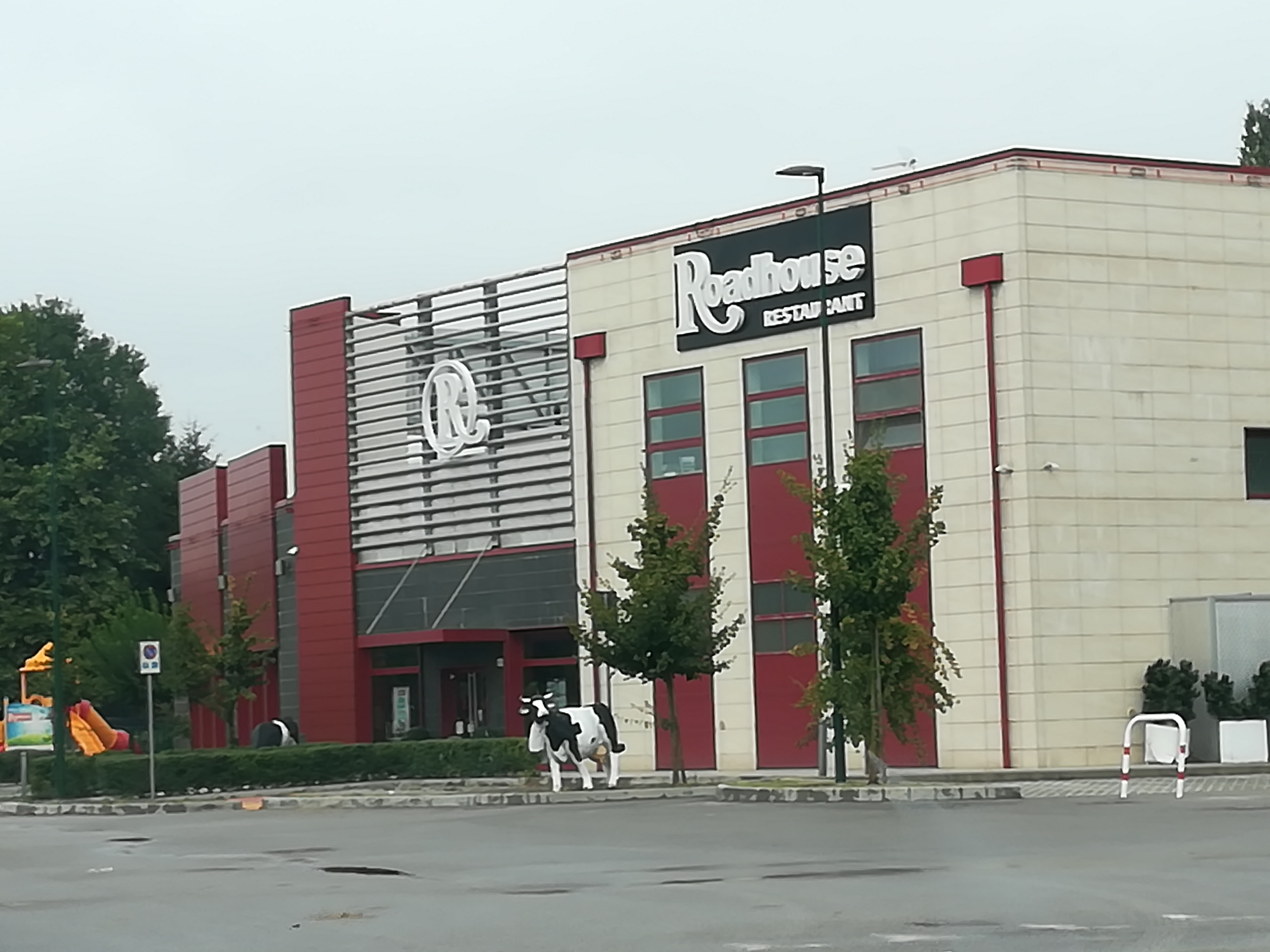
Restaurant Roadhouse Grill de Mestre (Venise)

### Roadhouse Grill S.p.A.
La société italienne Roadhouse Grill SpA ouvre son premier restaurant en novembre 2001 à Legnano (Ville métropolitaine de Milan) puis, se développe rapidement dans d'autres villes de la péninsule, s'imposant comme une chaîne de restaurants de haute qualité avec un service impeccable, destinée à tous les groupes d'âge.
En 2012, le groupe italien Cremonini SpA rachète totalement la marque Roadhouse Grill déposée dans 52 pays et relance la chaîne de restauration dans plusieurs pays en collaboration avec le siège légal de West Palm Beach. En Italie, le groupe Cremonini ouvre son 172e restaurant Roadhouse Grill le 21 juin 2023. Le groupe Cremonini développe également une chaîne de restauration avec cuisine mexicaine, Calavera Restaurant avec un service à la table et Billy Tacos en version self-service, qui compte, en 2023, 90 établissements,.
La chaîne Roadhouse Grill dispose de plusieurs restaurants dans les pays :
- Bulgarie[8],
- Brésil[9].
- Kenya,
- Malaisie.